# Santuario italico di Pietrabbondante
Il santuario italico di Pietrabbondante è una vasta area archeologica del Molise, sita a 966 m s.l.m. di altitudine in un ripido declivio che si affaccia sulla valle del Trigno, a circa un chilometro di distanza in linea d'aria dalla vetta del monte Saraceno. La zona non è attraversata da alcun tracciato stradale di grande comunicazione; sono individuabili tracce di un antico sentiero esistente tra il moderno abitato di Pietrabbondante ed il vicino monte Saraceno, già praticato in antico, una direttrice stradale che ancora oggi segue l'andamento del ripido pendio e, costeggiando il lato orientale del monte, rappresenta l’unica via di accesso all'area fortificata posta in vetta.
L’area sacra rappresenta, per le sue caratteristiche architettoniche e per la sua monumentalità, la testimonianza archeologica di maggior rilievo della cultura della popolazione italica dei Samnites Pentri, e la sua esplorazione sistematica ha consentito di ricostruire le vicende storiche del territorio attraverso i secoli ed ha fornito una quantità rilevante di dati sul più importante luogo di culto dello stato sannitico.
Le informazioni storiche e le rilevanze archeologiche, soprattutto epigrafiche, dimostrano che il santuario di Pietrabbondante è totalmente diverso da ogni altro conosciuto nel territorio dei Sanniti (San Giovanni in Galdo, Vastogirardi, Campochiaro, Schiavi d’Abruzzo); infatti non veniva utilizzato esclusivamente per ludi scenici, come gli altri, ma era sede di concilia, cioè delle adunanze del senato indette in particolari occasioni. Questo suo carattere “nazionale” è documentato ampiamente dai numerosi riferimenti epigrafici (risalenti al II secolo a.C.) alle attività svolte dai magistrati supremi dello stato (iniziative edilizie, dediche di edifici o di oggetti votivi). 
Nel 2016 il sito archeologico ha fatto registrare 14 774 visitatori.

## Storia
Senza dubbio il complesso monumentale di Pietrabbondante è stato edificato per una funzione esclusivamente religiosa, e tale carattere dovette conservare preminentemente fino al suo definitivo abbandono. Tutti gli edifici mostrano con evidenza la loro destinazione cultuale, compreso il teatro, intimamente connesso con la zona templare retrostante. Purtroppo un solo documento, una lamina bronzea trovata nelle vicinanze del tempio maggiore, testimonia uno dei culti praticati: si tratta di una dedica votiva alla dea Vittoria. Si conosce la diffusione del suo culto in Campania e nel Lazio, e si ha un'ampia documentazione sia letteraria che archeologica già a partire dal IV – III secolo a.C. confermata anche da una ricca documentazione numismatica. Alquanto controversa è l’origine del culto secondo la tradizione letteraria latina. La divulgazione di questa forma religiosa nell'Italia centro-meridionale è da attribuirsi ad influsso greco: il culto per la dea Vittoria sarebbe quindi un'interpretazione ellenizzante di una divinità locale, già esistente in epoca più antica, come, ad esempio, la dea sabina Vacuna. Per il resto nulla sappiamo degli altri culti praticati nel santuario, neppure dalle numerose iscrizioni rinvenute nel sito.
Costruito per volontà politica del governo centrale, con l’appoggio ed il sostegno di eminenti famiglie, l’area sacra svolgeva inoltre anche un preciso ruolo in rapporto alle imprese belliche condotte dai Sanniti: la grande maggioranza di oggetti rinvenuti nei livelli più antichi esplorati è costituita da armi, certamente bottino predato ai nemici dopo una vittoria, che proprio qui venivano consacrate come trofeo alla dea Vittoria. Questo particolare giustifica così la mancanza quasi assoluta di ritrovamenti di armi in altri luoghi, anche dove potrebbe essere legittimo attenderseli.

## Il territorio
Più di ogni altra località del Sannio, il territorio di Pietrabbondante rivela, attraverso la distribuzione delle strutture insediative, le caratteristiche tipiche di una comunità non urbanizzata. Il santuario però non rappresenta una presenza isolata nell'area, anzi rispecchia un'attività federale e non più soltanto municipale, il risultato di una grande azione collettiva che va oltre il tradizionale particolarismo delle singole realtà locali. Il complesso teatro-tempio, per il grande impegno economico richiesto, costituisce un episodio di massima rilevanza politica, che va al di là della modesta fortificazione presente sul monte Saraceno. Infatti i risultati delle ricognizioni territoriali, sebbene parziali, hanno offerto dati di grande interesse sulla frequentazione di questo territorio nell'antichità.

### Il complesso monumentale
Il complesso monumentale è situato più in basso rispetto al moderno abitato di Pietrabbondante, che occupa uno sperone roccioso a nord-est del monte Saraceno, a circa m. 1025 s.l.m. ad un chilometro circa, in linea d’aria, dal sito archeologico, che ha un'estensione di circa m. 200 in direzione nord-sud e di circa m. 150 in direzione est-ovest. Sul declivio del colle, in posizione panoramica dominante la valle del Trigno alla sua confluenza col Verrino, è attualmente possibile ammirare il complesso del teatro e dei due edifici templari, quello minore (A), più antico, situato a nord-est del teatro, e ad esso collegato mediante un porticato con botteghe; quello maggiore (B), retrostante il teatro stesso ed appartenente alla medesima fase edilizia. Il dislivello del terreno fra l'estremità occidentale e quella orientale è di circa otto metri, passando da quota 966 a quota 958 s.l.m. L’allineamento degli edifici non è casuale, ma volutamente predisposto, con assi longitudinali paralleli e con orientamento est-sud-est. Il complesso monumentale, così come oggi ci appare, si è sviluppato in due distinte fasi edilizie, cronologicamente non molto lontane fra loro. 
La costruzione del monumentale complesso teatro – tempio rappresentò certamente l’iniziativa di maggiore impegno, che occupò gli ultimi decenni del II secolo ed i primi del I secolo a.C. e fu il frutto di un'unica progettazione organica. Opera di un architetto rimasto anonimo, per la monumentalità degli edifici e per la qualità architettonica il complesso dovette richiedere un impegno eccezionale da parte dell’intera nazione dei Sanniti Pentri, che proseguì gradualmente tra gli anni 120 – 90 a.C. fino a quando la guerra sociale non interruppe qualsiasi forma di finanziamento pubblico o privato per l’arricchimento del santuario. Lo straordinario sviluppo di cui godette, benché tagliato fuori dalle grandi vie di comunicazione, è dimostrato dai frequenti riferimenti alle magistrature sannitiche menzionate nelle iscrizioni epigrafiche, quali il meddix tuticus, il censor, il quaestor. La presenza di questi importanti organismi amministrativi e di un'assemblea deliberante (concilium) sono la prova dell'esistenza di un'organizzazione statale, anche se è difficile definire il tipo di struttura organizzativa del centro e la sua condizione giuridica.
Il complesso teatro – tempio è un insieme di grande suggestione scenografica che si ispira ai modelli ellenistici diffusi in area campana, sia per lo schema del teatro, che ricorda quello di Sarno ed il teatro piccolo di Pompei, sia per la decorazione architettonica del tempio, il cui podio ricalca il modello del tempio di Capua. L’edificio ripropone le caratteristiche dell’architettura templare italica, infatti è posto su un podio, con gradinata centrale di accesso, ed è circondato su tre lati da un corridoio; differisce per un particolare elemento architettonico, anziché presentare un'unica cella sacra, ove di solito era collocata la statua della divinità oggetto di culto, ne ha tre, come nella tradizione degli Etruschi e dei Latini, e lascia quindi supporre che fosse dedicato a una triade, unico esempio della cultura italica di tempio dedicato a tre divinità.

### La rocca fortificata
La rocca fortificata sulla sommità del monte Saraceno, a circa m. 1212 di altitudine s.l.m. copre un’area pianeggiante ed estesa per circa m. 300 x 150 ed è da collegarsi all'intero sistema di strutture difensive costruite dai Sanniti nel corso del IV secolo a.C. nel Sannio interno. Le indagini archeologiche, infatti, hanno evidenziato la presenza di numerosi insediamenti fortificati nel Sannio pentro, edificati sul territorio dopo il primo conflitto con i Romani (343-341 a.C.) ed ubicati sui rilievi strategicamente più importanti, molti dei quali attendono ancora di essere precisamente identificati: sappiamo che erano perfettamente a vista l’uno dell’altro, in modo da creare un'efficace rete di controllo del territorio, e che in alcuni casi, come a Monte Vairano, la roccaforte non fu utilizzata esclusivamente a fini militari, ma anche come centro abitato, per giunta di dimensioni rilevanti. Anche la roccaforte di Pietrabbondante, difesa da massicce mura in opera poligonale, si collegava con analoghe opere difensive poste più a valle ed ancora oggi visibili, che avevano lo scopo di controllare il percorso che costeggia in quota il monte Saraceno, raggiungendo il santuario in località Calcatello. Oggi sono ben visibili solo tre brevi tratti della cinta muraria, in particolare quello sul lato sud-ovest, che appare il meglio conservato. La prima segnalazione dell’esistenza di queste mura sulla vetta del monte fu fatta dal Caraba.
La fortificazione è stata realizzata utilizzando una tecnica costruttiva piuttosto rozza, con grossi blocchi di pietra calcarea, di diverse dimensioni e solo parzialmente lavorati, sovrapposti a piombo l’uno sull'altro, e pietre dure inserite negli interstizi. Il materiale calcareo è stato probabilmente estratto dalla sommità dell’altura, in modo da spianare il più possibile la zona destinata all'abitato. Il tratto di mura meglio conservato è lungo circa m. 40 e presenta un’altezza media di m. 0,90. Sul percorso è presente una piccola postierla larga circa m. 0,90 che permette il passaggio di una sola persona per volta. Questo tratto si congiunge ad uno sperone roccioso sul lato sud-est che, per la sua asperità, rende naturalmente difficile l’ascesa alla sommità della rocca. Un secondo tratto di fortificazione, lungo circa m. 10,70 ed alto circa m. 1,50, prosegue lungo il pendio sul versante occidentale. L’ultimo tratto di mura visibile è anche il più piccolo, misura infatti solo m. 4,50 di lunghezza, con un’altezza massima di m. 1,65. La restante parte della muraglia è nascosta dalla vegetazione a macchia spontanea, anche se è possibile intuire il probabile andamento del muro. Su un picco roccioso alle spalle dell’abitato di Pietrabbondante, detto Morgia dei Corvi, è stato individuato un breve tratto di mura poligonali, analoghe a quelle presenti sul monte Saraceno, che dominano la vallata del Verrino, probabilmente facenti parte dello stesso sistema di fortificazione.
Allo stato attuale è difficile accertare se la cinta muraria fosse dotata di bastioni difensivi; nell'area interna non è visibile alcuna traccia di costruzioni, e del resto all'interno della fortificazione non è stato praticato alcun saggio di scavo, né vi sono stati rinvenimenti, neppure casuali. Difficile individuare con esattezza i punti di accesso all'interno della zona recintata, e formulare una qualche datazione. All'epoca della costruzione della rocca era certamente già frequentato il luogo di culto in località Calcatello, come dimostrano alcuni resti rinvenuti nell'area sacra, già adibita alle cerimonie legate all'attività dell’esercito sannitico.
In base alla tecnica costruttiva, secondo la classificazione di G. Lugli, è possibile avvicinare questa fortificazione agli altri complessi della Marsica e del Sannio risalenti al periodo tra il VI e la fine del IV secolo a.C. come a San Pietro Avellana (monte Miglio), Rionero Sannitico (bosco Pennataro), Carovilli (monte Ferrante), Agnone (località fonte del Romito), Chiauci (monte Lupone), Sepino (località Terravecchia), Baranello (monte Vairano), Longano (monte Lungo), Frosolone (località Civitelle), Trivento (località Sterpara), Montefalcone nel Sannio (monte Rocchetta), Campochiaro (contrada Civitella), Duronia (località Civitavecchia).

### La necropoli
Una piccola necropoli, a circa un km a sud-ovest dell’area di Calcatello, è stata riportata alla luce nel 1973 e parzialmente esplorata: ubicata in località Troccola, a 1043 m. di altitudine s.l.m. tra il monte Saraceno a nord ed il monte Lamberti ad ovest, essa ha restituito tre sepolture appartenenti ad epoche diverse, comprese tra il V ed il III secolo a.C. 
Le tre tombe, scavate nel misto di breccia calcarea e argilla rossiccia, sono del tipo a fossa e la loro copertura si trova a circa 40 cm. sotto il piano di campagna; le fosse presentano coperture di tegole e di lastre di calcare, e sono riempite con lo stesso misto del terreno circostante. Gli inumati giacciono supini, con braccia e gambe distese, in due casi, leggermente flesse nel terzo. I corpi appartengono a due maschi adulti e ad un bambino. I corredi funerari sono poveri di oggetti di ceramica (vasellame, coppette e brocche) ma ricchi di oggetti metallici (cinturoni, pettorali, cuspidi di lancia). Nella tomba del bambino sono presenti oggetti di bronzo. 
Se ne ricava il quadro di una comunità abbastanza fiorente, in grado di sostenere l'importazione di oggetti metallici, e con un'organizzazione sociale articolata al proprio interno, in cui le classi sociali più elevate hanno buone disponibilità economiche. I dati archeologici consentono di ipotizzare che l’attività della necropoli si estese dal V al III secolo a.C. per tutto il periodo di vita del santuario; non esistono invece elementi per individuare l’ubicazione dell’abitato a servizio del quale funzionava la necropoli stessa.

### Il mausoleo funerario
A circa 400 m. dall'area del teatro, verso sud, è stato rinvenuto, in località Padolera, lungo un sentiero isolato che conduce a Santa Scolastica, il mausoleo sepolcrale della gens Socellia, risalente alla seconda metà del I secolo a.C. Posto in maniera ben visibile su un pendio leggermente elevato, richiamò l’attenzione degli archeologi fin dall'avvio dei primi scavi sistematici (1857), ed è infatti già citato nei giornali di scavo dell'epoca. 
Dopo la guerra tra Gaio Mario e Lucio Cornelio Silla, i Sanniti furono pesantemente puniti da Silla per avere sostenuto Mario ed il complesso tempio-teatro venne confiscato e assegnato alla famiglia dei Socellii. La presenza del monumento funerario doveva pertanto servire proprio a sottolineare l’avvenuto possesso delle terre. La vita del santuario decadde precocemente, anche a causa dell’isolamento della sua posizione, così lontana dalle grandi vie di comunicazione. Nella zona, pertanto, cominciò a svilupparsi un'economia di tipo agricolo - pastorale. Non è esclusa l’esistenza di ville rustiche nelle campagne adiacenti all’area monumentale, non ancora esplorate. 
A giudicare dai 29 pezzi ritrovati, si trattava di un grande edificio, in pietra locale, costituito da un corpo inferiore a pianta quadrangolare che poggiava su un dado di base, quadrato, di m. 7 di lato x m. 4 di altezza, costituito da blocchi di calcare lavorato. Le pareti del piano inferiore erano decorate da lesene con capitelli corinzi, con le caratteristiche foglie di acanto, e coronato nella parte superiore da una cornice semplicemente modanata; tra una lesena e l’altra vi erano due iscrizioni che ricordavano il personaggio, un certo Caius Socellius, che prese l’iniziativa di costruire il monumento funerario per sé e per altri quattro membri defunti della propria famiglia. La parte superiore della costruzione consisteva in un corpo a tamburo cilindrico (m. 6 di diametro x m. 2 di altezza) che aveva sulla parete esterna una decorazione di piccole arcate in rilievo poggiate su esili lesene, al di sopra delle quali correva una fascia decorata con un fregio di grappoli d’uva e tralci ondulati. Difficile definire l’aspetto della copertura del monumento, così come non è chiaro dove trovassero posto le sepolture all'interno dell’edificio. Di recente è stata rinvenuta, non lontano dal santuario, una statua femminile, di stile funerario, con una colomba nella mano sinistra, che simboleggia l’anima libera in volo verso il cielo. 
La famiglia dei Socellii è nota anche da altre fonti, infatti si ritrova in un'altra iscrizione sepolcrale rinvenuta nell'ambito del territorio del municipio romano di Terventum (Trivento), presso il santuario della Madonna di Canneto.

## Le indagini archeologiche
È stato necessario più di un secolo per riportare alla luce il santuario sannitico di Pietrabbondante, così come oggi lo possiamo ammirare. Le campagne di scavo effettuate in località Calcatello si possono considerare le prime avviate nel territorio del Molise: che in quell'area esistessero antichi ruderi si sapeva già al tempo dei Borbone. Il primo a darne notizia fu l’abate domenicano Raimondo Guarini (1765 – 1852) con una memoria letta nel 1840 all'accademia Ercolanese e pubblicata sei anni dopo. Risale al 1843 la prima menzione scritta dell'esistenza del sito archeologico ad opera dello storico Nicola Corcia (1802 – 1892). Gli studi si intensificarono in seguito alle diverse segnalazioni effettuate dal medico agnonese Francesco Saverio Cremonese (1827 - 1892), appassionato di archeologia. Uno dei primi a studiare personalmente quanto veniva segnalato nel territorio fu Ambrogio Caraba (1817 - 1875), ispettore onorario alle Antichità e Belle Arti per la Provincia di Campobasso. Nel 1845 pubblicò tali studi parlando dell’esistenza di una cinta muraria edificata con grossi blocchi poligonali e del rinvenimento nell'area di numerose iscrizioni in lingua osca, ed identificando Pietrabbondante con la città di Aquilonia. Tali notizie richiamarono l’attenzione di studiosi italiani e stranieri, quali Max Friedländer e Theodor Mommsen. Quest’ultimo, dopo aver visitato personalmente il sito nel maggio 1846, avanzò l’ipotesi che Pietrabbondante dovesse identificarsi con la Bovianum Vetus citata in un passo di Plinio il Vecchio. A suo giudizio sarebbero esistite nel Sannio due località omonime, ma ben distinte topograficamente e storicamente, una da identificare con l'odierna Bojano e l’altra con Pietrabbondante, entrambe sarebbero diventate colonie romane dopo la guerra sociale. Tale ricostruzione storica, formulata anche sulla base di alcune iscrizioni epigrafiche, è stata accettata per più di un secolo ed è sopravvissuta fino a tempi recenti. Quando, anche grazie all'evoluzione degli studi ed all'apporto di nuove discipline, il quadro storico dell’antico Sannio si è arricchito di più ampie conoscenze, è stata dimostrata l'infondatezza della tesi proposta, sulla base di precise argomentazioni epigrafiche, glottologiche, topografiche e storiche. Resta ancora oggi senza risposta l’attribuzione di un antico toponimo al sito di Pietrabbondante: Livio cita molti nomi di città sannitiche di cui non conosciamo la corrispettiva individuazione topografica (Murgantia, Romulea, Feritrum, Imbrinium, Cimetra, Duronia, Panna, Cominium, Aquilonia); al tempo stesso sono stati identificati numerosi centri sannitici, tuttora inesplorati ed anonimi.
Nell’estate del 1856, Francesco Sforza, personaggio influente presso la corte napoletana, invitato dalle autorità del luogo a visitare le rovine archeologiche, rimase molto colpito dalla rilevanza dei resti e promise di interessarne Sua Maestà Ferdinando II di Borbone. Contemporaneamente anche il duca della vicina Pescolanciano, Giovanni Maria d’Alessandro (1824 - 1910), veniva sollecitato in merito dai contadini che in località Calcatello, nel corso dei loro lavori agricoli, rinvenivano spesso resti archeologici di varia natura, che erano puntualmente sottoposti all'esame degli esperti del Museo Reale Borbonico di Napoli. Grazie al suo interessamento, al duca fu conferito nel 1857 l’incarico di soprintendente regio per l’area archeologica di Pietrabbondante. Fu così che finalmente l’area, ormai sottoposta a tutela governativa, diventò oggetto di scavi sistematici avviati nell'agosto 1857, sotto la direzione dell’architetto Gaetano Genovese, direttore degli scavi di Pompei. Gli scavi ripresero, dopo la pausa invernale, nel giugno 1858 sotto la direzione dell’architetto Ulisse Rizzi, direttore degli scavi di Paestum. Interrotti a causa delle vicende belliche relative all'unità d’Italia, gli interventi furono ripresi nel settembre 1870 sotto la direzione dell’archeologo Giulio De Petra, ma solo per breve tempo. Per un lungo periodo l’area fu quasi completamente abbandonata, tranne brevi lavori di manutenzione ordinaria.
Tali campagne di scavo permisero di portare alla luce interamente il teatro ed il tempio minore (A), posto all'estremità orientale dell'area monumentale. Di questi scavi possediamo la raccolta dei giornali di scavo e delle relazioni effettuate dall'archeologo Michele Ruggiero (1811 – 1900), molto particolareggiate per quanto riguarda la descrizione del materiale rinvenuto, ma piuttosto approssimative e confuse nelle indicazioni topografiche. In particolare, nella spianata "distante 150 palmi" dal tempio, fu rinvenuta una notevole quantità di armi, sia integre, sia in frammenti, che venne conservata nel Museo Archeologico Nazionale di Napoli. Elmi, schinieri, cinturoni, paragnatidi (paraguance), un accumulo di armi databili tra la fine del V secolo e la metà del IV secolo a.C. collocate lì come trofeo di guerra o come offerte votive. Armi simili sono state ritrovate anche in occasione di scavi più recenti. Se si escludono alcune indagini sporadiche effettuate da Amedeo Maiuri nell'ottobre 1913 nell'area del tempio minore, per lungo tempo il sito non fu oggetto di esplorazioni sistematiche.
Solo nel 1959 la Soprintendenza alle Antichità di Chieti avviò una serie di restauri dei due monumenti riportati alla luce circa un secolo prima, sotto la direzione dell'architetto Italo Gismondi, e una nuova campagna di scavi, la cui direzione venne affidata a Valerio Cianfarani (1912 – 1977), all'epoca soprintendente archeologo per l’Abruzzo ed il Molise. Nel corso delle attività, un saggio di scavo rivelò la presenza di un secondo tempio, molto più grande e posto alle spalle del teatro, la cui esistenza era rimasta ignorata fino ad allora.
In seguito a tale ritrovamento è radicalmente mutata la comprensione della natura dell’intero complesso cultuale e si è reso necessario ricostruire in maniera esauriente l’esatta fisionomia dei luoghi, per acquisire una completa conoscenza dell’intero arco di vita del santuario, sia dal punto di vista propriamente archeologico che da quello storico. Ancora oggi lo studio del complesso teatro - tempio non può considerarsi affatto concluso, e numerose problematiche restano tuttora aperte.

## L'area monumentale sacra
Dopo la conclusione delle ultime guerre contro Roma, combattute nel corso del III secolo a.C. i Sanniti Pentri, dichiarata la propria fedeltà a Roma, possono godere di un lungo periodo di pace, nel corso del quale riescono a potenziare le proprie attività economiche e commerciali, ed utilizzare parte dei guadagni per realizzare nuove iniziative edilizie ed occuparsi della sistemazione monumentale dell’area in località Calcatello. È la fase del cosiddetto tempio ionico, un edificio del quale non è sopravvissuto nulla, ma di cui restano numerosi elementi architettonici, riutilizzati come materiale di riempimento nelle successive fasi edilizie. Fu distrutto probabilmente dall'esercito di Annibale, che nell'inverno del 217 a.C. si era accampato in territorio sannitico, nei pressi dell’attuale Casacalenda e da qui si era mosso con le sue truppe per una serie di scorrerie per tutto il territorio, indirizzando le proprie incursioni soprattutto nei confronti dei santuari, che con la loro concentrazione di ricchezze gli consentivano un ottimo bottino.
Le costruzioni di età sannitica visibili nell'area appartengono a due distinte fasi edilizie, lontane fra loro non tanto cronologicamente quanto per concezione architettonica. Tuttavia chi progettò l’ampliamento del santuario, con il teatro ed il tempio maggiore (B), cercò di fondere il più possibile il nuovo complesso con la parte preesistente, per inserire il vecchio luogo di culto in una sistemazione organica.
All'inizio del II secolo a.C. alcuni magistrati appartenenti alla potente famiglia sannitica degli Staii decisero di finanziare la costruzione del tempio minore (A) su un pendio naturale del terreno. I terrazzamenti che si prolungano a nord e a sud servono a delimitare l’area ed a contenere il terreno, per prevenire eventuali frane. L’area su cui sorge l’edificio è incassata nel pendio del terreno: il complesso cultuale ha una forma stretta e allungata ed è completamente isolato, estraneo a qualsiasi forma urbanistica e lontano dal centro abitato del monte Saraceno. Tutto ciò non ha carattere di eccezionalità e rientra nella normale consuetudine italica.
Nello stesso tempo è documentata, anche in altre zone del territorio, una ripresa dell’attività edilizia: si tratta soprattutto di santuari, poiché i Sanniti non sono interessati all'edilizia civile, di carattere pubblico, ma solo ai luoghi di culto, aree sacre ancora oggi di suggestiva monumentalità. Tra la fine del III secolo e il II secolo a.C. sorgono infatti il santuario di Campochiaro e di Vastogirardi, dedicati ad Ercole, di San Pietro di Cantoni, dedicato alla dea Mefite, quello di Gildone, di San Giovanni in Galdo, di Schiavi d’Abruzzo.
A questo stesso periodo risale anche la costruzione di un secondo santuario dedicato ai Dioscuri, individuato nel territorio di Pietrabbondante, in località Colle Vernone, nella valle del Verrino. La localizzazione del complesso è stata possibile grazie al fortuito ritrovamento di alcuni elementi architettonici e soprattutto di una parte dell’altare, che reca incisa una dedica in lingua osca ad uno dei Dioscuri, divinità molto presente nella religiosità italica, in quanto legata all'ambito militare. Anche in questo caso la costruzione era stata intrapresa in adempimento di una delibera del senato e controllata da un magistrato, a dimostrazione dell’interesse dello Stato verso questi luoghi di culto.
Nello stesso tempo sono documentati altri insediamenti, a partire dall'area dell’abitato attuale di Pietrabbondante, la cui frequentazione in epoca ellenistica è confermata da diversi ritrovamenti di ceramica. Un altro insediamento abitativo di questo periodo è Arco, località posta a sud-est di Pietrabbondante, presso il colle di S. Scolastica, all'incrocio della strada che si congiunge a valle col tracciato del tratturo Celano - Foggia.
Pur essendo cronologicamente l’ultima realizzazione edilizia dell’area sacra, il complesso teatro – tempio si sovrappone esattamente alle strutture più antiche risalenti al IV secolo a.C. ricalcandone alcune misure originarie, evidentemente allo scopo di conservare inalterata nel tempo la sacralità di quel luogo. Infatti sia il tempio che il teatro dovevano svolgere un preciso ruolo pubblico ed essere legati da uno stretto rapporto, evidenziato anche dall'allineamento assiale dei due monumenti. Essi formano un nucleo omogeneo inserito in un’area sacra rettangolare (detta témenos), larga circa m. 60 e lunga m. 86, con un asse longitudinale perfettamente parallelo a quello del tempio minore (A) ed un orientamento est-sud-est. Sebbene strutturalmente distinti, il Tempio maggiore (B) ed il Teatro svolgono evidentemente un ruolo complementare, integrandosi reciprocamente nella loro funzione cultuale: ciascun edificio occupa esattamente m. 43 dell’intera area, ma poiché il podio del tempio è posto ad un livello più alto di nove metri rispetto al piano dell’orchestra del teatro, la facciata del tempio sovrasta la parte centrale del teatro. In base a tale disposizione prospettica, ben studiata, era possibile dall'alto del podio del tempio osservare la rappresentazione scenica, e, parimenti, dal piano dell’orchestra del teatro ammirare la facciata del tempio. Inoltre si veniva a creare un particolare effetto ottico per cui i due corpi edilizi, visti frontalmente dal basso, apparivano fusi l’uno con l’altro e la facciata del tempio sembrava sovrastare la cavea del teatro, annullando la distanza fra i due edifici. La presenza abbinata di un luogo sacro e di uno spazio destinato alle adunanze sembrerebbe riprodurre, ampliandolo, il modello del comitium, del luogo consacrato in cui si convocavano le assemblee per eleggere i magistrati dotati di imperium, cioè della facoltà di essere i supremi comandanti dell’esercito. Sulla base di tali considerazioni, qualche studioso ha ipotizzato che l’area sacra di Pietrabbondante potesse coincidere con l’antico toponimo di Cominium, che gli antichi autori citano come esistente non solo tra i Pentri, ma anche presso altri popoli italici (Marrucini, Equi, Volsci, Irpini), e che è stata identificata con la Cominium distrutta dai Romani nel 293 a.C. nel corso della terza guerra sannitica. Lo schema architettonico del santuario di Pietrabbondante si inserisce senza dubbio nel filone della tradizione sorta e sviluppatasi in ambiente italico e successivamente romano, non certamente in zone di cultura greca o ellenistica.
La costruzione del santuario fu certamente frutto di una volontà politica, piuttosto che di un'esigenza religiosa, come dimostrano le evidenti tracce di abbandono che testimoniano una precoce decadenza del luogo, scarsamente frequentato già in epoca imperiale. In epoca romana ormai non sussistevano più i motivi che avevano indotto le popolazioni sannitiche a costruirlo; lo dimostra la mancanza di qualsiasi restauro o rimaneggiamento del teatro e la conservazione della scena di tipo ellenistico. Anche il tempio maggiore (B) non è stato utilizzato a lungo e la tradizione del culto non si è neppure perpetuata in forma cristiana. Tutto ciò dimostra che il carattere sacro del centro era intimamente connesso alla volontà politica che ne aveva motivato la creazione, e che in epoca romana si era definitivamente esaurita. Non c’è dubbio che la concezione architettonica del complesso teatro-tempio è assolutamente italica, diretta espressione di quella vitalità economica e politica di cui godette l’intero mondo italico negli anni precedenti la guerra sociale; la concezione tradizionale fu solo in parte arricchita con elementi decorativi e scenografici mutuati da qualche città campana (Pompei). Il carattere sannitico del monumento è infine sufficientemente attestato dalla documentazione epigrafica, che esclude anche ogni ipotesi di una colonizzazione romana.
Attualmente sono ancora diverse le problematiche insolute rispetto al ruolo ed alla fisionomia dell’area sacra di Pietrabbondante. Se è chiara la caratteristica eminentemente religiosa e cultuale del sito, non possediamo testimonianze storiche circa uno sviluppo urbanistico né prima né dopo l’assimilazione romana del Sannio. Inoltre non siamo ancora in grado di sapere se il santuario sannitico fruisse di un'autonoma organizzazione amministrativa oppure dipendesse giurisdizionalmente da uno dei centri vicini.

### Il Teatro

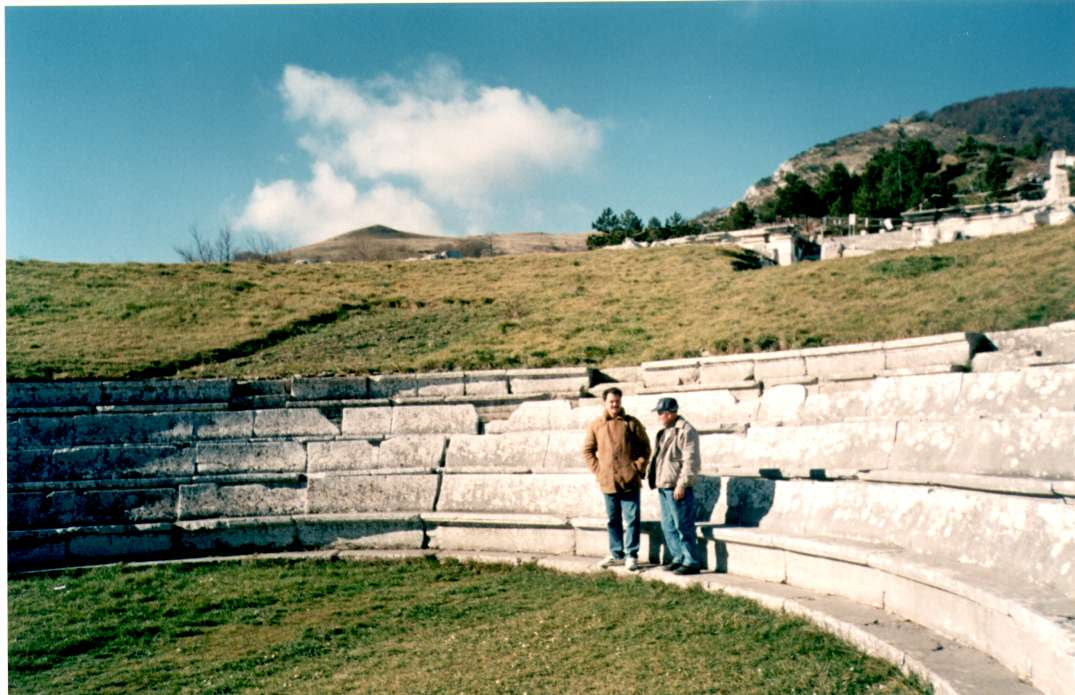
Il teatro nel 2006

Il teatro ed il santuario italico di Pietrabbondante sono andati in disuso già in epoca molto antica, pertanto non hanno subito nei secoli quei rimaneggiamenti di cui spesso sono stati oggetto i teatri greci riutilizzati in epoca imperiale romana. Ciò ha consentito agli archeologi, anche grazie al discreto stato di conservazione dei monumenti, di ricostruire senza incertezze gli aspetti strutturali e stilistici dell'intero complesso teatrale. 

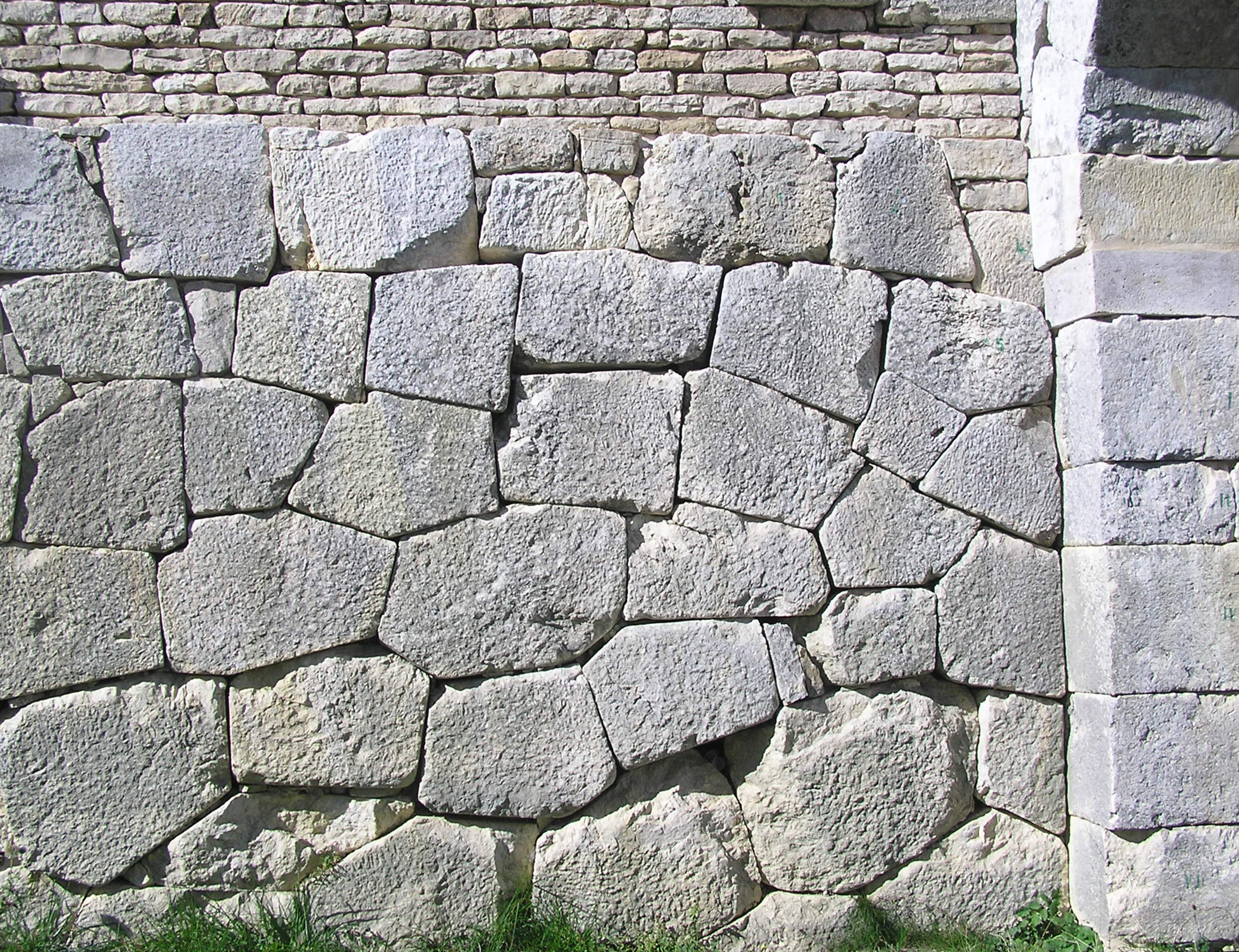
Muratura di un tempio

Esistono nel mondo italico dell'Italia centro-meridionale altri esempi di un’area teatrale e di un edificio di culto fra loro strettamente collegati, secondo uno schema che prevede rigorosi criteri di assialità e di visuale frontale. Qualcosa di simile esiste anche sull'altura di Castelsecco, nei pressi di Arezzo, a circa m. 424 s.l.m. dove, sul lato meridionale della collina, è stato rinvenuto un complesso templare di età tardo-etrusca (II secolo a.C.) abbinato ad un edificio teatrale coevo, posti su un terrazzamento naturale, molto suggestivo, che si affaccia sulla vallata aretina.  Sappiamo che il teatro era un elemento tradizionale nei luoghi di culto dell’antica Grecia, espressione di un'esigenza religiosa, ma era estranea alla concezione greca la costruzione assiale e frontale dello schema teatro-tempio, consueta, invece, nella cultura italica, che la trasmetterà al mondo romano, che la diffonderà ampiamente in tutta l’area del Mediterraneo. Secondo uno schema analogo è impostato anche il complesso teatro-tempio di Gabii, lungo la via Prenestina, dedicato a Giunone, e realizzato intorno al 150 a. C.
Lo schema teatro-tempio subirà nel tempo diverse evoluzioni, secondo nuove concezioni strutturali e una diversa distribuzione planimetrica, introdotte successivamente dai Romani: a Tivoli, ad esempio, l’imponente complesso teatro-tempio dedicato ad Ercole, risalente al 70-60 a.C. risulta circondato da portici e colonnati, formando un corpo edilizio unico, anche se i due elementi principali si presentano ancora distinti; a Palestrina, invece, il complesso sacro dedicato alla dea Fortuna, risalente alla fine del II secolo a.C. rappresenta il primo esempio di completa fusione architettonica fra edificio templare e teatro, dove quest’ultimo è ancora subordinato al primo. Nel caso del Teatro di Pompeo, edificato a Roma tra il 61 ed il 55 a.C. compare invece per la prima volta una concezione architettonica del tutto nuova, con l'inversione dei ruoli nel rapporto teatro-tempio, dove l’elemento dominante diventa il teatro, inteso come espressione di attività civile (laica).
Tra gli edifici dell’area monumentale, il teatro è quello meglio conservato. L’alzato della cavea è quasi intatto ed è perfettamente leggibile la planimetria della scena, della quale è andato perduto l’alzato. A differenza dei due templi, per i quali è stato utilizzato del calcare tenero di importazione, il teatro è stato edificato usando il calcare duro locale. 
Si tratta di un edificio medio ellenistico, la sua costruzione infatti si colloca nella seconda metà del II secolo a.C. Pur essendo un teatro di tipo greco, non è stato edificato su un pendio naturale del terreno, come abitualmente avveniva, ma elevando artificialmente un terrapieno sulla spianata erbosa, adeguatamente sostenuto da una solida struttura di contenimento. Difatti il teatro è circoscritto esternamente da un poderoso muro in opera poligonale (alto m. 2,60 e spesso m. 1,70), che delimita tutto l’interro artificiale della cavea, con un paramento esterno interamente costruito a secco, con blocchetti di piccole dimensioni accuratamente lavorati, ed un riempimento di pietrame, anch'esso a secco. In questo muro, in corrispondenza dell’asse del teatro, c'è un'apertura, larga circa m. 1,30 che, attraverso una scaletta con cinque gradini, mette in comunicazione la parte superiore della cavea del teatro con il camminamento posteriore e con l’accesso al tempio maggiore (B). Originariamente la summa cavea non presentava la tradizionale gradinata in pietra (della quale, infatti, non è stato rinvenuto alcun resto), ma doveva essere attrezzata con strutture mobili in legno, montate, se necessarie, all'occasione. È probabile, infatti, che i posti disponibili nella parte inferiore della cavea, quella con i tre ordini di gradinate, fossero sufficienti ad accogliere il pubblico nella maggior parte delle manifestazioni.
La cavea ha un'estensione frontale di m. 54 e la classica forma geometrica ad emiciclo, con un raggio di m. 27. E proprio le tre gradinate situate nella parte bassa della cavea costituiscono la caratteristica architettonica di maggior pregio dell’intero monumento: i tre ordini di sedili, senza braccioli, presentano un piano ininterrotto, costituito di blocchi accuratamente connessi fra loro. Le spalliere curvilinee, lavorate in un solo blocco, presentano un'elegante sagomatura a gola rovesciata, cioè convessa in basso e concava in alto, che conferisce ai sedili una conformazione anatomica. La lunghezza dei singoli posti a sedere è varia, l’altezza media è di circa cm. 82. L'ima cavea è separata dalla summa cavea da un camminamento largo circa m. 1,10 pavimentato con larghi blocchi irregolari ma ben connessi. Lungo il camminamento (detto praecinctio) è presente una doppia fila di sedili semplici, privi di spalliera, interrotti, a distanza regolare, da cinque piccole gradinate larghe m. 1,10 che accedono alla zona superiore della cavea, larga m. 15,30 e suddivisa in sei settori, disposti simmetricamente, anche se di dimensioni diverse. Alle due estremità le tre gradinate dell'ima cavea sono chiuse da braccioli in pietra, scolpiti in forma di zampa di leone alato; il pubblico accedeva ai posti a sedere direttamente dall'orchestra, utilizzando, per le due gradinate superiori, quattro scalette semicircolari, due per ciascun'estremità della cavea. 
Lateralmente la cavea è sorretta esternamente da due grossi muri di sostegno (detti analèmmata) di forma trapezoidale, paralleli al palcoscenico, costruiti in opera poligonale, che si uniscono al muro posteriore di contenimento del terrapieno della cavea. Essi sono costituiti da due filari di blocchi parallelepipedi, larghi circa cm. 80, che terminano con un elemento sagomato e sono coperti da una sorta di parapetto obliquo. Alle due estremità inferiori ciascun muro termina con due figure maschili scolpite, uguali e simmetriche, rivolte verso l'orchestra: si tratta di un Telamòne (o Atlante), alto circa un metro, che idealmente sorregge, con le braccia sollevate dietro il capo e le gambe leggermente piegate, il peso dell’intero teatro. 
Addossati agli analèmmata due grandi archi, a blocchi sovrapposti e conci radiali, di circa m. 3,50 di larghezza, collegano il muro di sostenimento della cavea all'edificio scenico. Costituiscono le parodoi, cioè i corridoi di ingresso, scoperti, paralleli alla scena, che immettono il pubblico direttamente nell'emiciclo dell’orchestra. Quest'ultima presenta la tradizionale forma a ferro di cavallo, come era di solito nei teatri di tipo greco, con una raggio dell’emiciclo di circa m. 5,50 ed uno spazio rettangolare largo m. 2,70 e lungo circa m. 11. L’orchestra non è lastricata e non vi è traccia della presenza di altari. 
Dell’edificio scenico (lungo m. 37,30 e largo m. 10,10) si conserva la struttura semplice della scena di tipo greco, non rimaneggiata in epoca romana: un edificio rettangolare con una facciata lineare, in cui si aprono tre porte, una centrale e due laterali, utilizzate dagli attori per entrare ed uscire dallo spazio scenico. Dell’alzato non è rimasto nulla, ma la planimetria è così chiara da renderlo comprensibile in tutti i suoi aspetti. Di esso rimangono alcuni elementi di pietra, appartenenti alla struttura frontale, costituita da blocchi rettangolari di diversa lunghezza disposti su tre file. Non è stato rinvenuto alcun elemento, neppure frammentario, della decorazione della fronte scenica: si trattava evidentemente di una parete semplice, liscia, priva di particolari ornamenti architettonici. Il palcoscenico doveva avere un'altezza di circa due metri o forse anche più, e una larghezza di m. 4,15 in base all'allineamento dei pilastri posti alle due estremità.
L’edificio scenico vero e proprio ospitava in realtà sei ambienti chiusi, lunghi m. 5 e nascosti alla vista degli spettatori, che avevano funzione di locali di servizio. La parete posteriore dell’edificio scenico segna il limite esterno dell’intero monumento. Al centro dei sei vani un corridoio (largo m. 1,20) consente l’uscita degli attori e del personale del teatro dalle due stanze centrali, leggermente più ampie delle altre. Analogamente altri due corridoi sono posti alle due estremità dell’edificio scenico, a servizio delle stanze più esterne.
Addossati alla base della parete della scena vi sono dieci elementi di pietra quadrangolari, al centro dei quali sono state ricavate delle cavità quadrate, gli alloggiamenti dove venivano inserite le aste di legno che reggevano i velari, cioè le scene mobili, dipinte su tela o su legno, che costituivano il fondale scenico durante le rappresentazioni. Ai lati esterni dell’edificio scenico due ampi corridoi (larghi m. 4,10), chiusi da due cancelli, di cui ancora restano le tracce delle soglie, consentivano l’accesso al pubblico direttamente sul fronte scena.
Riguardo alla tecnica edilizia, bisogna dire che mentre l’intera cavea è in grandi blocchi di pietra calcarea incastrati, senza uso di malta, ove predomina l’opera poligonale, con grossi conci accuratamente lavorati, strutturalmente diverso appare l’edificio scenico, dove i muri sono costruiti con pietre irregolari di piccolo formato, legate con malta, disposte su file orizzontali, ma senza andamento continuo. La differenza è spiegabile in base alle diverse condizioni naturali del terreno, laddove l’uso dell’opera poligonale era richiesto per creare una potente muratura di contenimento della spinta dell’interro retrostante.
Lungo l’asse mediano del teatro, nel corso degli scavi del 1959, è stata rinvenuta una fossa, costruita con muri a secco e coperta con lastroni irregolari, che provvede alla raccolta delle acque piovane: ha una profondità e una larghezza irregolari e scarica le acque probabilmente in aperta campagna.

### Il Tempio maggiore (B)

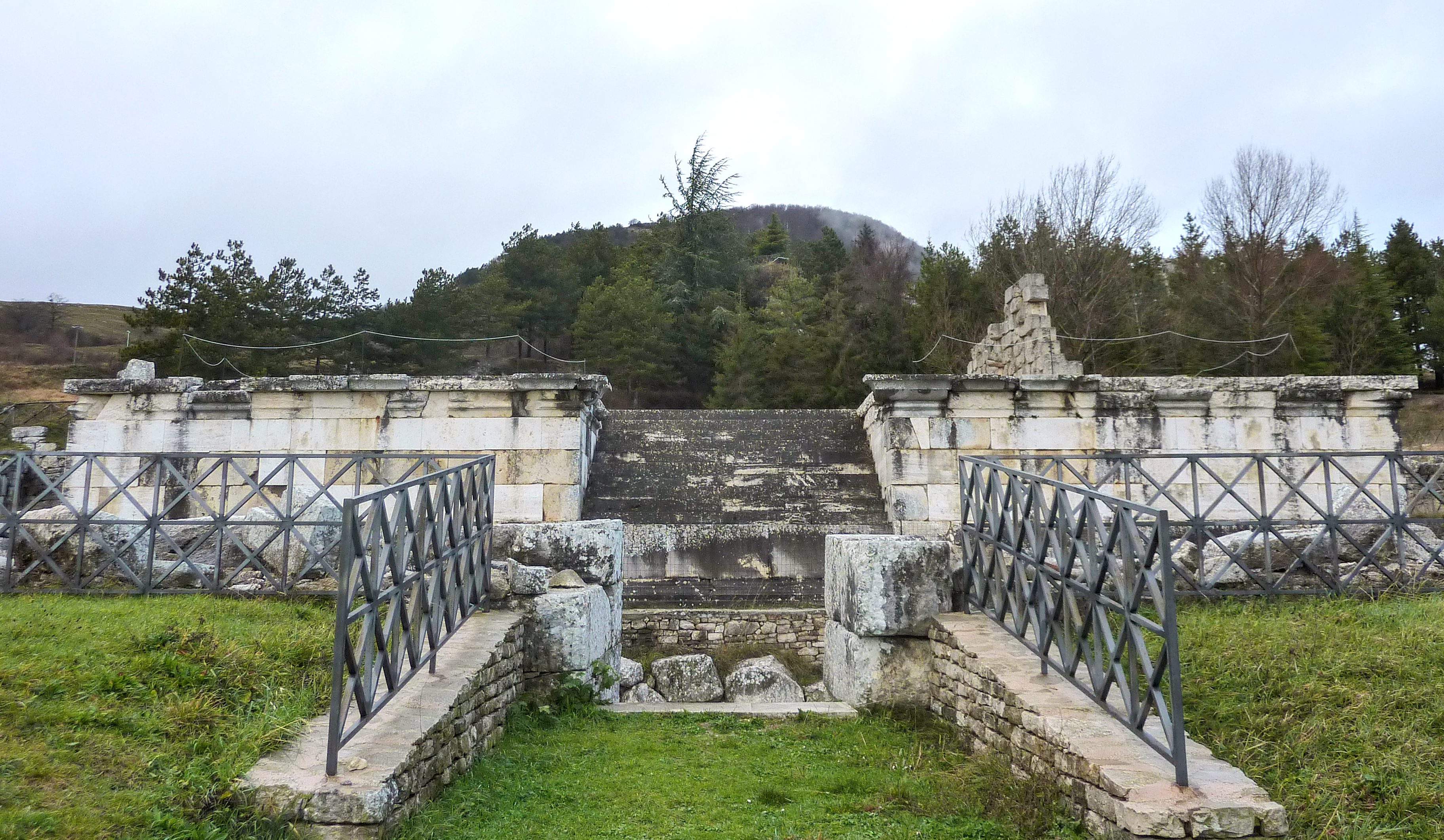
Resti del tempio maggiore

Proseguendo alle spalle del teatro, a circa nove metri dal muro di contenimento della cavea, oltrepassato il breve declivio erboso, si raggiunge il tempio maggiore (B), l’edificio più grande che sia mai stato costruito dai Sanniti. Il monumento ha subito numerosi saccheggi nel corso dei secoli, probabilmente fin dall'epoca del suo abbandono, subendo cospicue asportazioni di materiale, reimpiegato per altre costruzioni: il podio risulta molto danneggiato sulla parte frontale ma è ben conservato sugli altri lati.
Il visitatore è ancora oggi colpito dalla massiccia volumetria del podio del tempio che gli si presenta davanti e che si conserva ancora oggi, sostanzialmente, nella sua interezza: lungo m. 35, largo m. 22, alto m. 3,55.  L’edificio è circondato su tre lati da uno stretto corridoio, largo circa m. 2, in leggera pendenza e pavimentato di basoli. Dinanzi al podio, a circa m. 1,80 di distanza, su un piano pavimentato con sottili lastre di pietra grigia molto friabile, non rifinite, trovano posto due altari, riportati alla luce nel corso degli scavi, disposti parallelamente alla fronte dell’edificio. Essi presentano un'analoga struttura: il corpo di quello centrale è costituito da un parallelepipedo (m. 3,30 x m. 0,68) in blocchi di pietra, che poggia su una base provvista di cornici a fasce sovrapposte. Un secondo altare, identico per conformazione, ma di lunghezza inferiore (m. 1,70), è posto alla sua destra, a una distanza di circa m. 3,30. Poiché siamo in presenza di un tempio a tre celle, è presumibile che originariamente vi fosse un terzo altare, a sinistra, probabilmente demolito, per essere riutilizzato come materiale di costruzione. Della parte superiore degli altari non si è conservato nulla in situ, anche se sono stati recuperati nell'area elementi appartenenti alla cornice superiore, che poggiava direttamente sul parallelepipedo. In particolare sono state rinvenute le due terminazioni laterali degli altari, poste in corrispondenza dei lati corti, scolpite con elementi vegetali e teste di ariete. 
Il podio si eleva al di sopra di un basamento liscio, costituito da blocchi squadrati di pietra calcarea, e riprende le caratteristiche dello schema usuale del tempio italico, con una parete verticale liscia, costituita da tre file di blocchi, compresa, in alto e in basso, da due cornici, che richiamano quelle del podio del tempio italico rinvenuto nel Fondo Patturelli di Curti, nei pressi di Capua, famoso per le numerose terrecotte architettoniche rappresentanti la Mater Matuta.
Gli interventi di restauro del podio hanno richiesto poche integrazioni, poiché le condizioni del monumento risultavano pressoché integre, ad esclusioni di alcune parti frontali. Allo scopo di evidenziare chiaramente gli elementi integrati attraverso il restauro, per le parti aggiunte è stato utilizzato del travertino di Tivoli, ben distinguibile dalla pietra calcarea originaria. Allo stesso scopo, anche per le parti mancanti della cornice sono stati utilizzati blocchi di pietra semplicemente martellata. Sulla parte anteriore del lato occidentale del podio è ben visibile una lunga iscrizione in lingua osca, che si sviluppa, con andamento sinistrorso, su un'unica linea. Ricorda il finanziatore della costruzione, L. Statiis Klar,  probabilmente un magistrato sannita, di cui le fonti storiche antiche riportano numerose notizie. Sappiamo che dopo aver partecipato alla guerra sociale, passò dalla parte di Silla e riuscì ad entrare nel Senato romano, finché, ottantenne, non venne ucciso. 
Al centro del lato frontale, incassata nel podio ed inserita nel perimetro della struttura, si apre una scalinata (larga m. 4,60) di accesso alla parte anteriore del tempio (pronao): dei tredici gradini solo i primi tre sono originali, gli altri sono di restauro, anche se misurati esattamente sulle impronte di quelli originali. Il piano di calpestio del pronao (m. 22,00 x m. 21,50) è stato quasi integralmente restaurato in lastre di travertino, tranne brevi frammenti in cui è stato possibile ricollocare le pochissime lastre di pietra calcarea del pavimento originale recuperate nel corso dello scavo. Anche la pavimentazione delle tre celle è andata quasi interamente distrutta, tranne alcune parti che presentano una semplice decorazione a piccole tessere bianche piuttosto regolari. Nulla ci rimane dell’elevato delle tre celle: quella centrale (m. 7,20 x m. 11,00) è la maggiore e si estende fino al muro di fondo del tempio. Quelle laterali (m. 4,80 x m. 7,50) si interrompono prima del muro di fondo (m. 3,60), creando due piccoli ambienti rettangolari di m. 4,50 x 3,00 probabilmente adibiti a deposito.
L’antico solaio, infatti, che costituiva il piano di calpestio originale, è stato sfondato già in epoca antica ed il materiale completamente saccheggiato. Pertanto ciò che è stato riportato alla luce, a seguito degli scavi archeologici, è solo la parte interna del podio, racchiusa tra le mura perimetrali.
È opportuno chiarire che, contrariamente a quanto comunemente si immagina, la parte interna del podio non è un semplice spazio vuoto riempito di detriti e di terreno, ma presenta una fitta e complessa rete di strutture murarie, che in parte fungevano da fondazione per le strutture soprastanti del tempio, in parte servivano a distribuire omogeneamente il materiale di riempimento del podio, ripartendone il peso all'interno. È facile riscontrare come in corrispondenza dei muri in opera quadrata che si trovano distribuiti all'interno del podio, si prolungano le diverse parti dell’elevato del tempio soprastante; allo stesso modo in corrispondenza delle colonne del tempio ritroviamo, nascosti dentro il podio, veri e propri pilastri di fondazione.
La presenza di tali strutture, quasi perfettamente conservate, ha consentito agli archeologi di ricostruire con assoluta certezza la planimetria del tempio: una struttura ben articolata, che si ispira nello stile della facciata al tempio prostilo di origine greca, poiché sul fronte anteriore presenta quattro colonne allineate, che formano un porticato, superato il quale si accede nel pronao, cioè la parte anteriore dell’edificio sacro, che presenta sul fondo la parete nella quale si aprono le porte di accesso alle tre celle (naos), ove erano custodite le immagini delle divinità alle quali era dedicato il santuario e che rappresentavano l’abitazione del dio ed il luogo destinato alle celebrazioni religiose. Nel caso di Pietrabbondante quella centrale è più ampia rispetto alle celle laterali, che si presentano più strette e più corte.
Per il riempimento dell’interno del podio del tempio venne utilizzato certamente il materiale di risulta delle operazioni di sbancamento del terreno che vennero preventivamente effettuate: in esso è stato rinvenuto nel corso degli scavi abbondante materiale archeologico di diversa provenienza; in particolare sono stati ritrovati numerosi elementi architettonici appartenenti al cosiddetto tempio ionico, l’edificio sacro costruito dopo la conclusione del conflitto con Roma e che probabilmente venne poi distrutto da Annibale l'anno precedente la battaglia di Canne.
Il colonnato del pronao, di tipo corinzio, è crollato insieme alle pareti dell’edificio, infatti rocchi di colonne sono stati rinvenuti sparsi sul terreno circostante. Il tempio presentava quattro colonne a filo della scalinata di accesso, altre due in seconda fila sui lati e due in terza fila, al centro, fra le ante.
Per la costruzione del tempio sono stati utilizzati due tipi diversi di materiale, il calcare duro locale, utilizzato per il podio e le parti lavorate, ed un calcare morbido non locale, per le colonne e l’alzato delle pareti. L’edificio differisce dal teatro per tecnica costruttiva: presenta dei blocchi estremamente regolari, levigatissimi e perfettamente aderenti.
Della copertura del tetto possediamo soltanto, allo stato frammentario, parti di tegole piatte e di coppi fittili di vario tipo e dimensioni.

### I porticati
A destra e a sinistra del tempio maggiore (B), a livello del filo del muro dei due corridoi laterali, sono stati rinvenuti due porticati, addossati direttamente al muro di recinzione dell’area sacra (tèmenos), costituiti da una serie di ambienti preceduti da un colonnato. Gli ambienti si presentano di diversa grandezza, in alcuni casi si sono conservate le soglie ed in minima parte l’alzato, costituito da pietre legate con malta. Scarsi sono i resti della pavimentazione, a grosse tessere fittili di forma abbastanza regolare. Davanti agli ambienti, a circa m. 3,50 di distanza, sono visibili i resti di piccole colonne di tipo tuscanico, che costituivano un breve porticato, delimitato all'esterno da un lastricato in calcare. 
Nello spazio compreso tra la pavimentazione ed il colonnato sono state rinvenute, nei recenti scavi, alcune sepolture di tipo a fossa, altre con copertura a cappuccina, risalenti al III-IV secolo d.C. che utilizzano le tegole del tempio. In tutti i casi accanto al defunto è presente un corredo poverissimo, composto da materiale di modesta fattura; la datazione delle tombe è determinata di solito dalla presenza di monete di epoca romana, risalenti ad un periodo di poco posteriore all'abbandono dell’area.

### Il Tempio minore (A)
Chi oggi volesse visitare l’area archeologica di Pietrabbondante seguendo un percorso ordinato e corretto dal punto di vista storico-cronologico, dovrebbe cominciare proprio da questo monumento, posto all'estremità orientale dell’area archeologica, che dovette costituire il nucleo originario del grande santuario, risalente alla prima fase edilizia di cui abbiamo testimonianza, databile alla metà del II secolo a.C. Purtroppo i dati di scavo, risalenti alla fine dell’Ottocento, sono molto approssimativi e lacunosi. 
Si tratta dunque del più antico dei monumenti oggi visibili, fronteggiato da un sentiero già all’epoca esistente, che conduce al monte Saraceno, il cui tracciato probabilmente ne condizionò la posizione. Era una struttura di modesta concezione architettonica, completamente isolata e lontana da centri abitati, come rientrava nella consuetudine italica dell’epoca. Attualmente lo stato di conservazione è abbastanza precario, anche a causa del materiale prevalentemente utilizzato, un calcare tenero, friabile e particolarmente sensibile ai geli invernali, proveniente da una cava certamente ubicata nelle vicinanze, considerato il largo uso che di esso è stato fatto anche in seguito, nella costruzione del tempio maggiore (B). Gran parte del materiale del monumento deve essere stato saccheggiato anticamente, forse già a partire dal IV secolo, quando l’area fu definitivamente abbandonata: è sopravvissuto solo il podio, molto danneggiato sul lato anteriore, completamente asportato per tutta la lunghezza, per cui diventa quasi impossibile ricostruirne la planimetria. Manca del tutto l’alzato del tempio, i cui blocchi devono essere stati asportati per essere utilizzati come materiale da costruzione; restano poche lastre del fregio dorico frontale e vari frammenti del cornicione di coronamento.
Il piccolo tempio fu edificato per volontà di alcuni magistrati appartenenti alla potente famiglia degli Staii in una fase in cui in tutto il territorio si assiste a una ripresa dell’attività edilizia, soprattutto nei santuari. Il centro rappresenta quindi l’espressione di quella vitalità economico-politica di cui godette tutto il mondo italico negli anni precedenti la guerra sociale. Non poco dovette influire il periodo di pace che finalmente si stabilì nel Sannio nella seconda metà del II secolo a.C. grazie alla fine delle guerre, ed il conseguente risveglio economico e commerciale, che consentì alle famiglie più facoltose di finanziare nuove iniziative edilizie.
Lo spazio necessario per la costruzione del tempio è stato ricavato nel declivio del terreno, scavando un'ampia area quasi rettangolare (lunga m. 27,50 e larga m. 17,50), circoscritta su tre lati da muri di terrazzamento che delimitano l’area sacra, lasciando libero un passaggio di circa m. 10 solo sul lato sinistro (meridionale) dell’edificio, sia per consentire l’accesso al piano di calpestio del tempio, che quindi non doveva avvenire frontalmente ma lateralmente, sia per creare un collegamento tra il tempio ed il porticato posto a sinistra, che si prolunga per circa m. 17 fino al muro di cinta del teatro. Sia la parte posteriore dell’edificio, sia buona parte del lato settentrionale sono riparati dal terrapieno retrostante da due muri paralleli, distanti fra loro circa tre metri, che si sono quasi integralmente conservati; si tratta di due grossi muri in opera poligonale, costruiti con blocchi di calcare duro e compatto, alti fino ad un massimo di m. 4, in grado di resistere alla spinta del terrapieno retrostante. 
Di fronte al tempio, è possibile individuare un’area di rispetto, ben definita ed un tempo completamente lastricata, un basamento lungo m. 16 circa ed alto m. 1,25 che abbellisce il prospetto dell’edificio, al centro del quale si conserva traccia di una piattaforma di modeste dimensioni (m. 3,30 x m. 3,00), sulla quale poggiava forse l’altare, oggi scomparso, presso il quale si svolgevano abitualmente le cerimonie di culto. 
Il podio è di forma rettangolare (m. 17,70 x m. 12,20), con il lato anteriore orientato a est-sud-est, costituito da due filari di blocchi squadrati, in calcare tenero, con le pietre ben connesse, frutto di una lavorazione accurata; solo i blocchi d’angolo sono in calcare duro. I blocchi sono compresi tra una cornice di base e una di coronamento, per un’altezza complessiva di m. 1,65 dal piano di terra. Purtroppo solo il lato posteriore e quello settentrionale risultano conservati meglio. 
Nonostante quasi nulla è sopravvissuto della parte alzata del monumento, è stato possibile accertare che si trattava di un tempio a cella unica, la cui superficie occupava la metà posteriore del podio. Dalle poche tracce della pavimentazione della cella, costituita da lastre di pietra calcarea, sappiamo che aveva una forma rettangolare di m. 11,50 x m. 9,00. Sono inoltre visibili le tracce della soglia, al centro della parete centrale, con un'apertura di circa due metri, ed i segni del fissaggio di un cancello metallico. 
A causa dei gravi danneggiamenti subiti dall’edificio nella metà anteriore del podio, è destinata invece a rimanere ipotetica la sua ricostruzione planimetrica. Verosimilmente si può ipotizzare che, secondo uno schema ampiamente diffuso nell'architettura italica del periodo medio - ellenistico, l’accesso alla cella avvenisse attraverso una scalinata, ormai andata perduta, posta al centro dell'ingresso. Considerato lo spazio disponibile nella prima metà del pronao, è ipotizzabile inoltre l'esistenza di un numero massimo di otto colonne. 
Nell’area rettangolare (lunga circa m. 48 e larga circa m. 33) compresa fra il tempio minore (A) ed il teatro, delimitata posteriormente da un grosso muro di terrazzamento in opera poligonale, è possibile riconoscere una serie di ambienti di diverse dimensioni, riportati alla luce già nel corso degli scavi ottocenteschi, genericamente indicati come “botteghe”, che si aprono su un porticato del quale restano soltanto le parti inferiori delle colonnine in mattoni. Vi si possono individuare strutture appartenenti a una prima fase edilizia più antica, coeva alla costruzione del tempio, le quali, in un secondo momento, forse in età imperiale, vennero ampliate in avanti: difficile definire a quale funzione fosse adibita questa area. Si tratta forse di strutture abitative, con caratteristiche diverse, che a volte presentano una complessa articolazione planimetrica, a volte lasciano presumere l'esistenza di corridoi ed ambienti che si inoltrano nell'area non ancora esplorata. Difficile stabilire, per i troppi rimaneggiamenti, se si tratti di botteghe artigiane o di locali a servizio del santuario, magari per accogliere i fedeli. Sotto le strutture crollate è stato rinvenuto un gran numero di monete risalenti alla fine del III secolo – inizio IV secolo d.C. che costituiscono l’ultima documentazione di vita antica esistente nell’area del santuario.

## Altri ritrovamenti
Nel corso degli scavi di epoca borbonica nell'area antistante il tempio minore, effettuati in epoca borbonica, vennero effettuati consistenti ritrovamenti di materiale archeologico. Si tratta di numerose iscrizioni in lingua osca, su pietra calcarea, attualmente conservate presso il Museo archeologico di Napoli, come buona parte del materiale relativo a questi scavi. Sono prevalentemente testi di carattere ufficiale, che riguardano gli aspetti burocratici degli interventi di costruzione e sistemazione del monumento, autorizzati dall'autorità centrale e collaudati dai magistrati del posto. Ben più famoso il nucleo di armi rinvenute in quella stessa circostanza, delle quali si è già detto.
In tutta l’area del santuario, del resto, sono stati rinvenuti, sparsi, frammenti di materiale, la cui ricostruzione non è molto sicura, probabilmente facenti parte della decorazione del frontone del tempio, ma anche terrecotte architettoniche, resti di tegole e coppi, lastre di rivestimento. Si tratta di pezzi sporadici che compaiono un po’ ovunque, intorno al teatro, nei porticati ed anche intorno al tempio minore.
Inoltre costituiscono un'importante documentazione relativa alla frequentazione del santuario durante le sue fasi di vita, le numerose monete, rinvenute in luoghi diversi, che coprono un arco cronologico di alcuni secoli. Tali testimonianze numismatiche si sono rivelate molto importanti ed essenziali ai fini della determinazione dei singoli momenti di vita dell’intero complesso monumentale, risultando quantitativamente rilevanti in considerazione della limitata estensione dell’area interessata. Particolarmente interessante si è rivelato il materiale numismatico proveniente da Pietrabbondante, costituito da 256 monete in bronzo, acquistato nel 1900 dal Museo Nazionale di Napoli e successivamente pubblicato da Ettore Gabrici (1868-1962), il quale lo dice proveniente genericamente da Bovianum Vetus, senza altra indicazione specifica. Altrettanto generiche, purtroppo, risultano le indicazioni fornite dai giornali di scavo del tempio minore e del teatro, risalenti alla fine dell’Ottocento, carenti di ogni dato stratigrafico preciso.